# Tous les corbeaux du monde
Pour plus de détails, voir Fiche technique et Distribution.
Tous les corbeaux du monde (天下烏鴉, Tian xia wu ya) est un film hongkongais réalisé par Tang Yi, sorti en 2021.

## Synopsis
Shengnan, une jeune femme de 18 ans, plonge pour la première fois dans le monde de la nuit.

## Fiche technique
- Titre : Tous les corbeaux du monde
- Titre original : 天下烏鴉 (Tian xia wu ya)
- Titre anglais : All the Crows in the World
- Réalisation : Tang Yi
- Scénario : Tang Yi
- Musique : Lemon Guo et Wong Guyshawn
- Photographie : Tang Yi
- Montage : J. Him Lee
- Production : Li Haozheng
- Pays de production :  Hong Kong
- Genre : Drame
- Durée : 14 minutes
- Dates de sortie : 
  - Hong Kong : 13 juin 2021 (Fresh Wave International Short Film Festival)
  - France : 16 juillet 2021 (festival de Cannes)

## Distribution
- Xuanyu Chen : Zhao Shengnan
- Baohe Xue : Wang Jianguo

## Distinctions
Le film a reçu la Palme d'or du court métrage lors du festival de Cannes 2021.